# Desmella anceps
Desmella anceps är en tvåvingeart som först beskrevs av Friedrich Hermann Loew 1861.  Desmella anceps ingår i släktet Desmella och familjen borrflugor. Inga underarter finns listade i Catalogue of Life.